# 韩国驻西安总领事馆
大韓民國驻西安总领事馆（韩语：／）是韩国政府在西安市设立的外交代表機構，馆址位于陕西省西安市科技路33号高新国际商务中心19层，于2007年9月20日正式开馆，是大韩民国在中华人民共和国开办的第七个总领事馆。领区包括：陕西省、甘肃省、寧夏回族自治區。

## 历任总领事
- 第一任 俞载贤（유재현，2006年12月上任）
- 第二任 全泰东（전태동，2009年4月上任）
- 第三任 全哉垣（전재원，2011年9月上任）
- 第四任 李康國（이강국，2015年4月上任）
- 第五任 金柄權（2018年11月上任）
- 第六任 金漢圭（김한규，2021年12月上任）
- 第七任 洪淳昌（홍순창，2023年8月上任）